# Euphyllia cristata
Euphyllia cristata is een rifkoralensoort uit de familie van de Euphylliidae. De wetenschappelijke naam van de soort is voor het eerst geldig gepubliceerd in 1971 door Chevalier.
De soort komt voor langs de kusten van Oost-Afrika, de Andamanse Zee, in het Indo-Pacifisch gebied, bij Australië, in Zuidoost-Azië, Zuid-Japan, in de Oost-Chinese Zee en in het West-Pacifisch gebied. De soort komt ook voor bij Amerikaans-Samoa. Ze staat op de Rode Lijst van de IUCN geklasseerd als 'kwetsbaar'.